# Jedleseer Friedhof

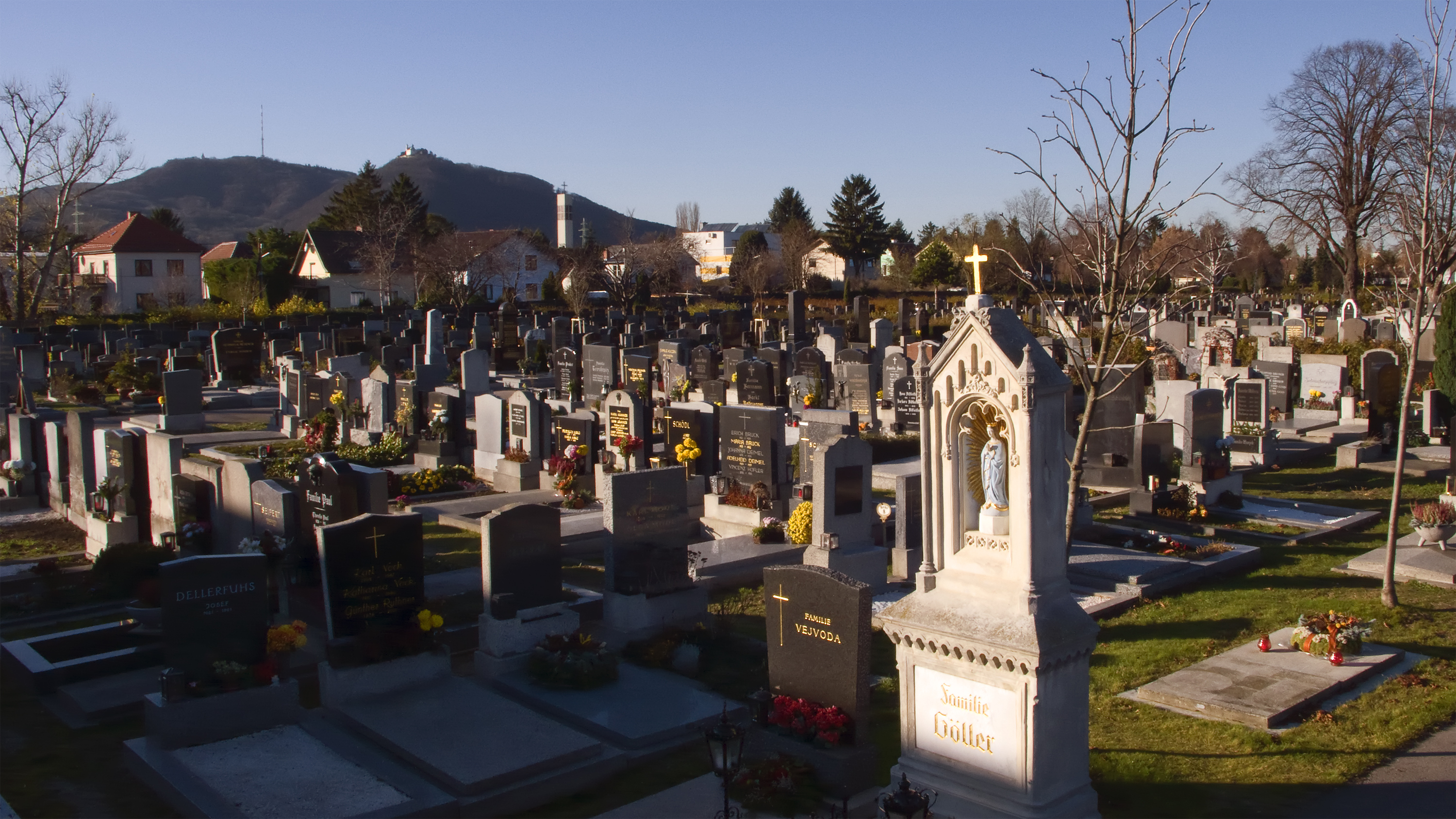
Friedhof Jedlesee

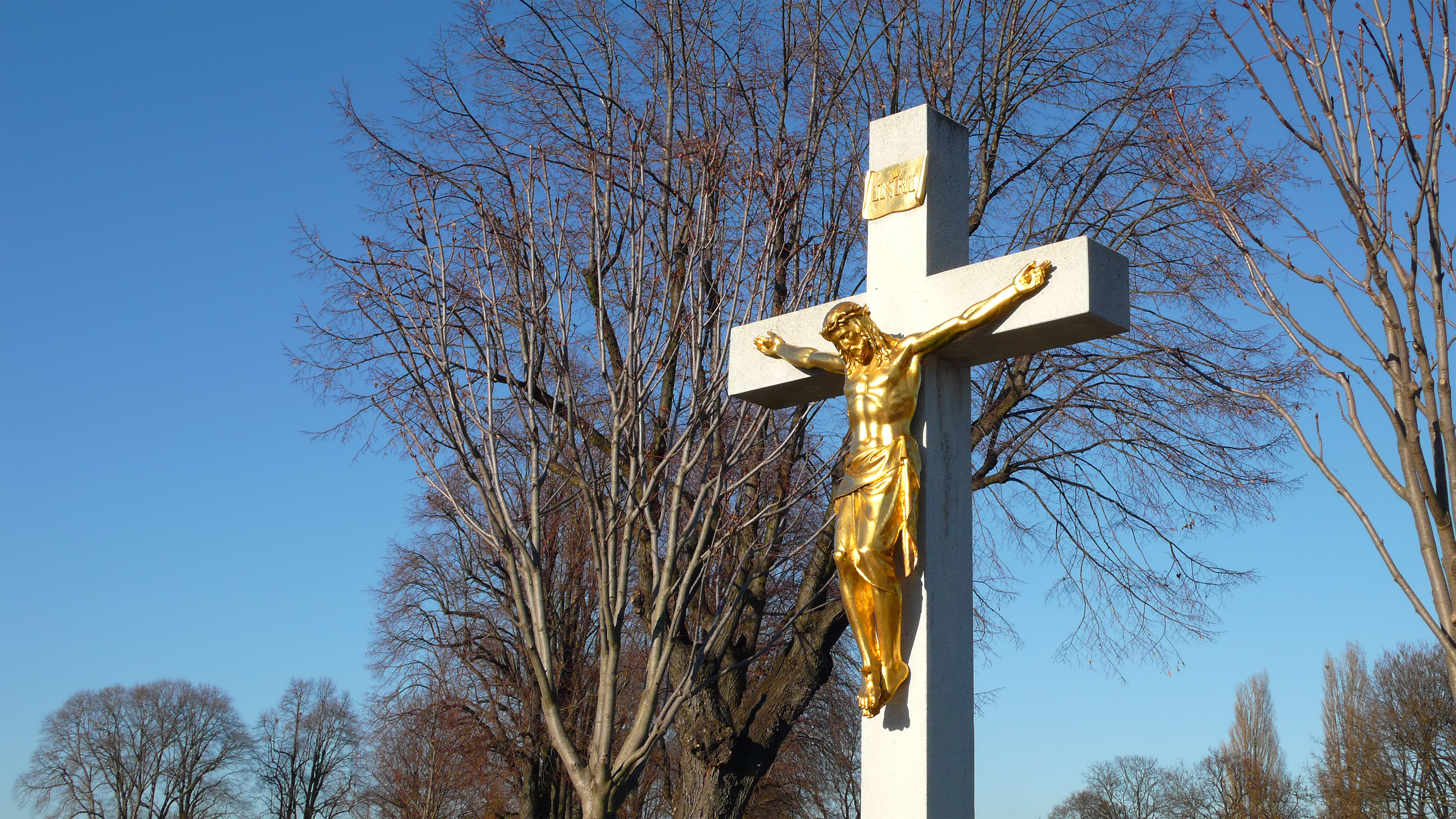
Grabkreuz am Friedhof

Der Jedleseer Friedhof ist ein Friedhof im 21. Wiener Gemeindebezirk Floridsdorf. Er beherbergt einen sowjetischen Soldatenfriedhof.

## Lage
Der Jedleseer Friedhof befindet sich im Westen des Bezirkes Floridsdorf in der Katastralgemeinde Schwarze Lackenau, Audorfgasse 47 (und damit außerhalb der namensgebenden Katastralgemeinde Jedlesee). Der Friedhof wird im Süden von der Audorfgasse, im Westen von der Wettsteingasse und im Norden von der Josef-Türk-Gasse begrenzt. Im Osten liegt eine Parkanlage. Das Areal umfasst eine Fläche von 56.067 Quadratmeter und beherbergt rund 8.450 Grabstellen.

## Geschichte
Nachdem ab 1872 die Österreichische Nordwestbahn Jedlesee mit Wien verband, wurde der Friedhof der Gemeinde durch den Zuzug von neuen Einwohnern bald zu klein. Er war 1797 erstmals belegt worden und lag zwischen Jeneweingasse und Wienergasse, konnte jedoch nach 1828 nicht mehr erweitert werden. Daher ließ die Gemeinde einen neuen Friedhof anlegen und kaufte zu diesem Zweck 1873 um 1300 Gulden ein Grundstück im Ausmaß von 2000 Quadratklaftern in der Schwarzlackenau vom Stift Klosterneuburg. Das steinerne Kreuz des Friedhofs mit einem massiven, stark vergoldetem Christus stiftete Karl Michtner. Der Friedhof wurde an der Vorderfront mit einer Mauer und an den übrigen Seiten mit Staketen eingefriedet. Am 30. Oktober 1873 erfolgte die Weihe des Friedhofes durch Prälat Berthold Fröschl, die erste Bestattung wurde im Jänner 1874 begonnen. Daraufhin wurde der alte Friedhof 1873 gesperrt.
Nachdem 1894 Jedlesee der Gemeinde Floridsdorf zugeschlagen worden war, wurde 1901 ein Grundstück an der Gerasdorfer Bezirksstraße zur Errichtung des Floridsdorfer Zentralfriedhofes angekauft. Der Friedhof wurde 1903 eröffnet und die Ortsfriedhöfe in Jedlesee, Floridsdorf und Donaufeld in der Folge gesperrt. Die letzte Bestattung in Jedlesee erfolgte im Mai 1903. Nachdem Floridsdorf 1904 nach Wien eingemeindet worden war, beschloss der Wiener Stadtrat 1907 die Wiedereröffnung des Jedleseer Friedhofes. Bestattungen durften vorerst nur auf dem bisher ungenutzten Teil durchgeführt werden, die Leichenkammer wurde nur für Infektionsleichen genutzt. Nach einer Erweiterung des Friedhofes zwischen 1914 und 1919 entlang des anschließenden Notspitales beschloss der Stadtrat die Wiederbelegung von Teilen des Friedhofes. Ab 1922 wurden zudem neue Grabstellen in den Erweiterungsfläche geschaffen und der Staketenzaun durch hölzerne Planken ersetzt. 1926 erhielt der Friedhof eine neue Aufbahrungshalle. Zudem vergrößerte man den Friedhof 1923 und 1931 neuerlich.
Nach dem Zweiten Weltkrieg erfolgten Renovierungs- und Instandsetzungsmaßnahmen am Jedleseer Friedhof, die Aufbahrungshalle wurde zudem mit einem Friedhofsaltar ausgestattet. Die Friedhofserweiterung 1956 brachte zudem die Einführung einer neuen Grabgestaltung (Flachgräber) mit sich. Nach der Friedhofserweiterung 1959 konnten 1961 neue Grabstellen vergeben werden. Die Einfriedung an der Straßenflucht wurde 1962 erneuert und mit einem repräsentatives Eingangsportal ausgestattet. 1966 wurde zudem ein Urnenhain eröffnet. Die letzte Friedhofserweiterung erfolgte 1987 und vergrößerte den Friedhof um 4000 Quadratmeter.

## Aufbahrungshalle
Die bestehende, bisher außenstehende Aufbahrungshalle wurde im Zuge der Neuerrichtung der Einfriedung 1962 in den Friedhof einbezogen. Ein Umbau nach Plänen des Architekten Josef Strelec erfolgte 1962. Neben einem großen Aufbahrungsraum verfügt die Halle über Nebenräume für Priester, Träger und Geräte sowie eine Beisetzkammer. Die Innengestaltung des Aufbahrungsraumes erfolgte nach Plänen des Architekten Erich Boltenstern. Die Beisetzkammer wurde als erste auf einem Wiener Friedhof mit einer Kühleinrichtung ausgerüstet. Das Betondickglasfenster und ein aus Natursteinmosaik angefertigtes Kreuz schuf Hermann Bauch. Die Halle wurde 1964 wiedereröffnet. Zwischen 1975 und 1976 ließ die Friedhofsverwaltung den Aufbahrungsraum neu gestalten und mit einem Urnenschrein versehen. 1989 erfolgte ein Zubau. 1991 wurde der Aufbahrungsraum nach den Vorstellungen des Architekten Christof Riccabona umgestaltet. Neben einer Urnenstele wurde die Aufbahrungshalle in der Apsis mit einem Flügelaltar ausgestattet. Zudem erfolgte die Errichtung eines Windfangs, ein Orgelraum und ein Abstellraum. Das äußere Eingangstor aus Ornamentglas wurde durch eine verglastes Eisentor ersetzt.

## Grabstätten bedeutender Persönlichkeiten

### Ehrenhalber gewidmete Gräber
Der Jedleseer Friedhof weist per 2017 ehrenhalber gewidmete Gräber auf.

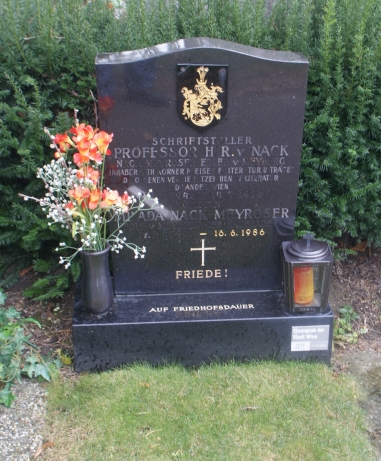
Grab von Johann Nack-Meyroser

| Name                 | Lebensdaten | Tätigkeit                   |
| -------------------- | ----------- | --------------------------- |
| Franz Gröbl          | ?–1934      | Februaropfer 1934           |
| Fanz Felgenhauer     | ?–1934      | Februaropfer 1934           |
| Karl Meiringer       | 1911–1934   | Infanterist, Deutschmeister |
| Johann Nack-Meyroser | 1894–1976   | Schriftsteller              |

### Gräber weiterer Persönlichkeiten
Weitere bedeutende Persönlichkeiten, die am Jedleseer Friedhof begraben sind:
| Name               | Lebensdaten | Tätigkeit                           |
| ------------------ | ----------- | ----------------------------------- |
| Franz Christmann   | 1934–1998   | Musiker, Heurigenkabarettist        |
| Robert Dienst      | 1928–2000   | Fußballspieler                      |
| Rudolf Eichhorn    | 1853–1925   | Pfarrer                             |
| Anton Feistl       | 1881–1961   | Politiker                           |
| Ottilie Graszl     | 1916–1993   | Tischtennisspielerin                |
| Erich Habitzl      | 1923–2007   | Fußballnationalspieler              |
| Franz Hanreiter    | 1913–1992   | Fußballnationalspieler              |
| Alois Heidel       | 1915–1990   | Bildhauer                           |
| Oskar Icha         | 1886–1945   | Bildhauer                           |
| Raimund Hinkel     | 1924–2002   | Lehrer, Schulleiter, Heimatforscher |
| Walter Hojsa       | 1924–2019   | Volksmusiksänger                    |
| Johann Klima       | 1900–1946   | Fußballspieler                      |
| Ignaz Köck         | 1906–1957   | Politiker                           |
| Peter Kolbert      | 1954–2000   | Schlagzeuger                        |
| Anton Krenn        | 1911–1993   | Fußballspieler                      |
| Karl Krist         | 1883–1941   | Architekt                           |
| Friedrich Kuchar   | 1940–2004   | Politiker                           |
| Karl Ledersteger   | 1900–1972   | Geodät                              |
| Helmuth Karl Misak | 1932–2008   | Koch                                |
| Josef Molzer       | 1906–1987   | Fußballnationalspieler und -trainer |
| Rudolf Neck        | 1921–1999   | Historiker                          |
| Harald Schweiger   | 1927–2009   | Zoologe                             |
| Ignaz Sigl         | 1902–1986   | Fußballspieler                      |
| Josef Stroh        | 1913–1991   | Fußballnationalspieler und -trainer |
| Marianne Türk      | 1914–2003   | Kinderärztin                        |
| Anna Vavak         | 1913–1959   | Widerstandskämpferin                |
| Josef Wakovsky     | 1900–1959   | Komponist                           |